# Wapiti Lake Provincial Park
Der Wapiti Lake Provincial Park ist ein 16.809 Hektar großer Provincial Park im zentralen Osten der kanadischen Provinz British Columbia. Der Park liegt 70 km Luftlinie südsüdöstlich von Tumbler Ridge im Peace River Regional District, östlich des Monkman Provincial Parks. Außerdem liegt der nördliche Bereich des Parks im Süden des Tumbler Ridge UNESCO Global Geoparks.
Bei dem Wapiti Lake Park handelt es sich um einen sogenannten backcountry park. Diese haben üblicherweise keine direkte Anbindung an eine offizielle Straße. Hier kann der Park nur über einen Trail erreicht werden.

## Anlage
Der Park liegt in den Ausläufern der Hart Ranges, eines Teils der kanadischen Rocky Mountains, und wird vom Wapiti River durchflossen. Der Wapiti River entfließt dem im Süden des Parks gelegenen Tuck Lake, nordöstlich des Wapiti Pass (1375 m). Der Fluss fließt dann in nördlicher Richtung durch den Park und wird dabei rechts und links von den steil aufragenden Bergen gesäumt. Im Norden des Parks fließt der Wapiti River in den dem Park den Namen gebenden Wapiti Lake, um dann den Park nach Nordosten zu verlassen. Der Park liegt dabei auf einer Höhe zwischen etwa 1170 m im nördlichen Bereich sowie 2280 m im südlichen Bereich des Parks.
Beim Wapiti Lake Park handelt es sich um ein Schutzgebiet der IUCN-Kategorie II (Nationalpark).

## Geschichte
Der Park wurde am 29. Juni 2000 eingerichtet und hat seinen Namen von einem im Nordosten des Parks liegenden See. Wie bei fast allen Provinzparks in British Columbia gilt jedoch auch für diese Schutzgebiete, dass sie – lange bevor die Gegend von Einwanderern besiedelt oder Teil eines Parks wurde – Jagd- und Fischereigebiet verschiedener Stämme der First Nations, hier hauptsächlich von Völkern der heutigen „Treaty 8 Tribal Association“, waren.

## Flora und Fauna
Das Ökosystem von British Columbia wird mit dem Biogeoclimatic Ecological Classification (BEC) Zoning System in verschiedene biogeoklimatischen Zonen eingeteilt. Biogeoklimatische Zonen zeichnen sich durch ein grundsätzlich identisches oder sehr ähnliches Klima sowie gleiche oder sehr ähnliche biologische und geologische Voraussetzungen aus. Daraus resultiert in den jeweiligen Zonen dann auch ein sehr ähnlicher Bestand an Pflanzen und Tieren.